# Пані та панове (роман)
«Пані та панове» (англ. Lords and Ladies) — четвертий роман циклу «Відьми» серії «Дискосвіт» Террі Пратчетта.
Три відьми з Ланкру — бабуня Дощевіск, тітуня Оґґ і Маґрат Часник — повертаються з-за кордону і дізнаються, що у рідному королівстві не все гаразд. На полях з'являються загадкові кола, й відьми здогадуються, що відбувається зближення паралельних всесвітів і у Ланкр ось-ось можуть вторгнутися ельфи. Відьми зберегли давні знання про те, що ельфи зовсім не такі чудові та сонцесяйні, як оповідається в казках, насправді вони можуть бути дуже небезпечними. Ланкрській трійці доведеться добряче попрацювати, щоб дати достойну відсіч ворогам.
Українською роман переклала Ольга Бєлова.

## Сюжет
Бабуня Дощевіск, Тітуня Оґґ і Маґрат Гарлік повертаються до Ланкру після недавніх пригод у Генуї. Маґрат приголомшена, що король Веренс оголосив про їхнє неминуче одруження, оскільки за її відсутності вже зробив усі домовленості. Раптова поява кіл на полях вказує Тітуні та Бабусі, що настав «час кола», зближення паралельних всесвітів, коли Дискосвіт сприйнятливий до вторгнень із «паразитного всесвіту» ельфів. Ельфи — примхливі й аморальні істоти, які проникають у свідомість тварин і живих істот більш руйнівним чином, ніж відьми, використовуючи «гламур», щоб змінити уявлення про себе. Зазвичай їх утримує якомога далі коло з намагнічених менгірів, відомих як Танцюристи. Коли Тітуня і Бабуня відмовляються пояснити ситуацію Маґрат, вона залишає шабаш, відмовляється від чаклунства та переїжджає у квартиру в замку Ланкру. Незабаром їй набридає придворний спосіб життя, і вона не впевнена, що знаходиться у своєму місці.
Муструм Рідкаллі, архіканцлер Невидимого університету, очолює невелику групу викладачів на весіллі. По дорозі до них приєднується карликовий лотаріо Казанунда.
Бабуня та Тітуня дізнаються, що група місцевих дівчат на чолі з Діамандою Токлі та Агнес Нітт утворили новий шабаш, діяльність якого включає танці оголеними на Танцюристах. Дві літні відьми намагаються переконати їх зупинитися, і Бабуся зрештою перемагає Діаманду в публічному конкурсі чаклунства та дискредитує новий шабаш. Але зухвала Діаманда згодом пробігає через Танцівників у країну Ельфів, де вона втрачає свідомість, отруєна ельфійською стрілою, перш ніж її врятує Бабуся. Няня підпорядковує ельфа, який переслідує їх назад у Ланкр, використовуючи залізну камінну кочергу; ельфи та їхні сили сильно ослаблені залізом. Відьми приводять Діаманду та ельфа в замок Ланкр, де Маґрат лікує Діаманду, а Веренс погоджується ув’язнити ельфа (хоча Маґрат ненавмисно звільняє його пізніше). Тим часом Бабуня почала відчувати спогади про інші шляхи її життя в паралельних світах, а також зростаюче відчуття власної неминучої смерті.
Тітуня Огг та інші люди Ланкра планують виставу для гостей весілля. Коли вони репетирують біля Танцюристів, ельфи впливають на них, щоб вони включили ельфійські елементи у п’єсу. У результаті, коли п’єса розігрується в Танцюристах, вона викликає достатню віру — потужна сила в Дискосвіті — що Ельфи здатні змусити гостей розібрати кам’яне коло. Прибувають ельфи, і королева ельфів планує узаконити своє правління над Ланкром, одружившись з Веренсом. У цей час немає жодного члена шабашу Ланкра: Маґрат зачинилася у своїй кімнаті через образи, які вона виявила у листі, написаному Бабунею до Веренса, у якому радила йому спланувати весілля; Тітуня закохана в Казанунду; і Бабуню чарівним чином забрав Рідкаллі, який сподівається відновити романтичні стосунки, які вони мали, коли були набагато молодшими. Жінки дізнаються про те, що сталося, лише коли ельфи починають сіяти хаос у Ланкрі. За допомогою лише головного собаківника Тітуні Огг, Маґрат пробивається через перейнятий замок. Вона знаходить портрет королеви Інсі, однієї з легендарних засновниць королівства. Раптово надихнувшись ідеєю стати королевою-воїном, Маґрат знаходить і одягає броню Інсі. Відчуваючи вплив духу Інсі (і не знаючи, що Інсі — це вигадка, броня, виготовлена з посуду лише кілька поколінь тому), вона рятує полоненого Шона й вирушає до Танцюристів. Поки Бабуня та Рідкаллі пробираються лісом, у результаті чого Ельфи захоплюють Бабуню, Тітуня та Казанунда проходять через ворота до обителі Короля Ельфів, який протистоїть Королеві Ельфів, попри те, що він її чоловік.
До Танцюристів Маграт прибуває, щоб протистояти Королеві Ельфів одночасно з жителями Ланкра, згуртованими Шоном і Тітунею. Але королева ельфів швидко підкорює Маграт гламуром. Полонена Бабуня подумки бореться з королевою ельфів і звільняє Маграт від чарівності, перш ніж піддатися нападу королеви ельфів, коли її тіло вкривають бджоли, що вилітають з Танцюристів. Коли королева Ельфів спрямовує свою силу на Маґрат, намагаючись побороти її опір, руйнуючи її особистість, вона оголює несподівано доблесну суть Маґрат – те, що Бабуня навмисно розпалювала, посилювала та провокувала весь час саме для цього результату. Маґрат атакує та підпорядковує Королеву Ельфів саме вчасно, коли прибуває проєкція Короля Ельфів, яка повертає ельфів у їхній світ.
Бабуня здається мертвою, але потім Тітуня й Маґрат дізнаються, що вона насправді позичила розум своїх бджіл у вулику, що вважалося неможливим. Вони розбивають вікно в замку, де Рідкаллі благоговійно поклав тіло бабусі, дозволяючи бджолам підійти достатньо близько, щоб вона прийшла до тями. Тітуня розповідає Маґрат, що лист Бабуні до Веренса мав великий позитивний вплив на життя Маґрат, а також додав їй сили боротися з Королевою Ельфів. Маґрат і Веренса одружує Рідкаллі. Пізніше Бабуня та Рідкаллі миряться зі своїм минулим і своїм місцем у Всесвіті. Зростаюче відчуття неминучої смерті, яке вона відчувала, було спричинене неминучою смертю деяких її паралельних «я».